# محی‌الدین لاری
محی‌الدین لاری (عربی: محی الدین لاری ; متوفی ۱۵۲۱–۱۵۲۷) مینیاتوریست و نویسنده قرن شانزدهم بود که بیشتر به خاطر کتاب فتوح الحرمین شهرت داشت که راهنمای شهرهای مقدس اسلامی مکه و مدینه است.

## زندگی و آثار

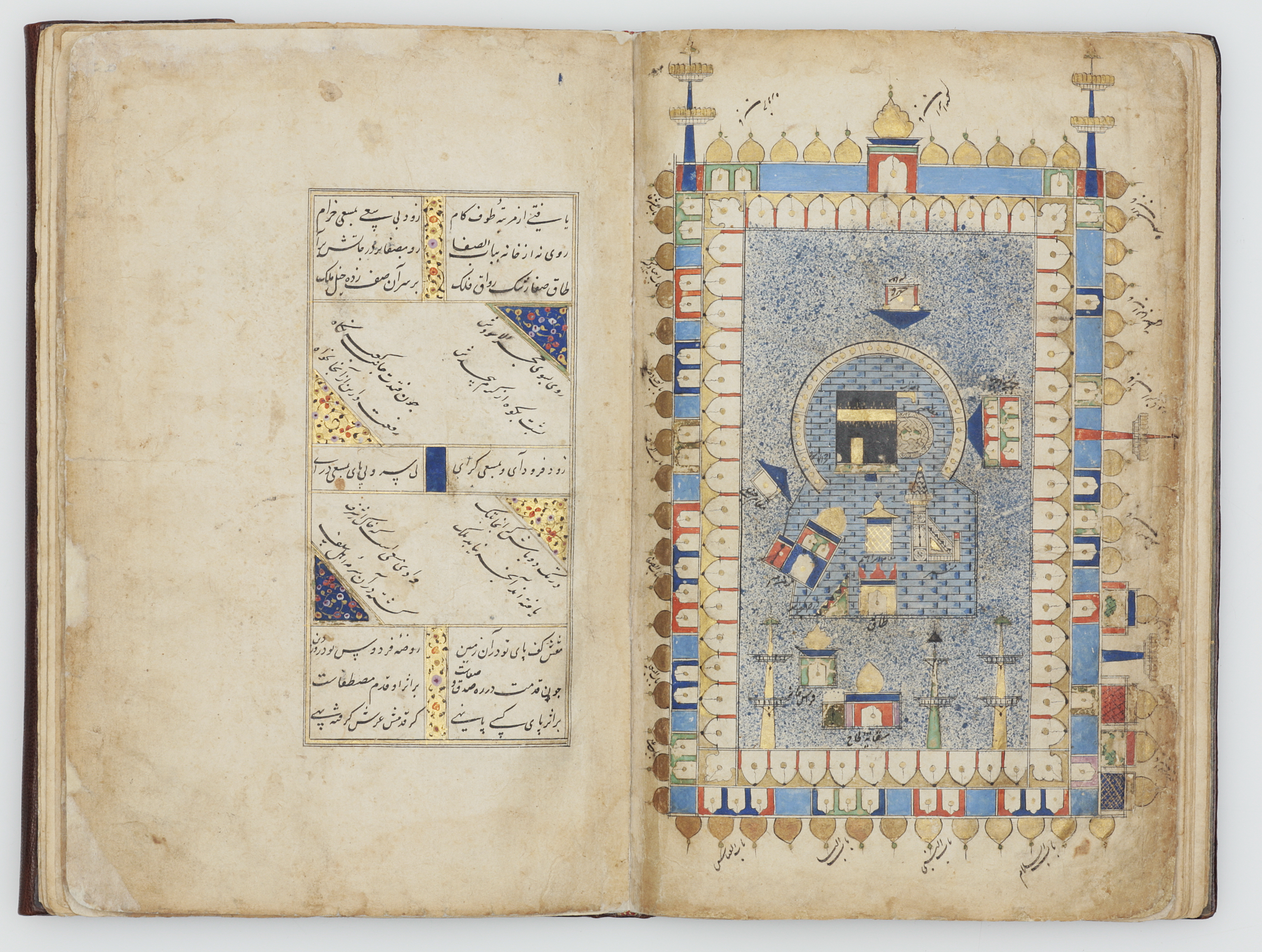
تصویر مسجدالحرام (مسجد الحرام) و کعبه در نسخه خطی فتوح الحرامین ۱۵۸۲ (مجموعه حج و هنرهای زیارت خلیلی)

اطلاعات کمی در مورد زندگی اولیه و حرفه لاری وجود دارد. گمان می‌رود که او اصالتی فارسی  یا هندی  داشته باشد. پسوند لاری ممکن است دال بر این باشد که این شخصیت اهل لار بوده‌است (لار شهری در جنوب شرقی شیراز است). او شاگرد جلال‌الدین محمد الدوانی   از محققین برجسته ادبیات فارسی بود که نخستین رساله را در مورد آثار حافظ نوشت،  و معروف است که از لار نیز دیدن کرده‌است. 
کتاب فتوح الحرمین اثر لاری به زبان فارسی است و به مظفرالدین بن محمود شاه که از سال ۱۵۱۱ تا ۱۵۲۶ بر گجرات حکومت می‌کرد، تقدیم شده‌است.  این کتاب راهنمای حجاج است. نسخه خطی شامل ۴۵ برگ با نوشته در دو ستون خط نسخ و هجده تصویر منور (اما سبک و نه دقیق) از جمله اماکن مقدس در مدینه، صحنه‌های بین مدینه و مکه و مراحل مختلف حج در مکه است.   تذهیب‌ها با جوهر، آبرنگ مات و طلا بر روی کاغذ است.  کتاب شامل تصاویر دقیقی از کعبه است که نشان‌دهنده مناطقی است که برای عبادت فرقه‌های مختلف اسلام در نظر گرفته شده‌است، درهای ورودی حرم، مناره‌ها و دو ردیف ستون‌ها. کتب راهنمای زیارتی، به‌طور سنتی از به تصویر کشیدن انسان‌ها اجتناب می‌کردند و ترجیح می‌دادند فقط مناظر و مکان‌های مقدس را به تصویر بکشند؛ اما مینیاتورهای لاری یک استثنا هستند و در برخی از آن‌ها تصاویر افراد نیز دیده می‌شوند.  در این بین، متونی که در حاشیه نوشته شده‌اند، به به تشریح مراسمات حج و ماهیت آنها می‌پردازد. 
توجه لاری به جزئیات معماری، استفاده از پالت رنگی و طراحی‌های تخصصی مورد تحسین قرار گرفته‌است.  نقاشی او از مسجدالحرام مکه برای چندین قرن به یک تصویر بازتولید گسترده تبدیل شد.  مینیاتورهای او که کوه عرفات و همچنین محمّل را نشان می‌داد، دوباره در گواهی‌های حج که حتی در قرن هجدهم مورد استفاده بودند، تبدیل شدند. 
حداقل دوازده نسخه خطی از لاری بجا مانده‌است. همه آنها حاوی تصاویری از مراحل مختلف حج هستند که هر ایستگاه دارای برچسب است. برخی از نسخه‌های خطی از روی کولوفون‌هایشان مشخص است که در مکه کشیده شده‌اند.  صفحاتی از برخی از نسخه‌ها در حراج‌های مختلف ظاهر شده‌اند.    قدیمی‌ترین نسخه موجود در حال حاضر نسخه‌ای است که در مکه در سال ۱۵۴۴ ساخته شده‌است. اکنون در کتابخانه بریتانیا نگهداری می‌شود.  مجموعهٔ خلیلی از حج و هنرهای زیارت نمونه‌هایی از مکه قرن شانزدهم و هند قرن هجدهم یا اوایل قرن نوزدهم دارد.   سند اصلی لاری در طول قرون متمادی استنساخ شده و دوباره تصویر شده‌است و نسخه‌هایی از آن در ترکیه، ایران و هند پیدا شده‌اند. نسخه‌های متأخر اغلب دارای غلط املایی و ناهماهنگی هستند، که علتش یا عدم مهارت ناسخین و کاتبین است یا سخت بودن قرائت خطاطی‌های بیش از حد آراسته‌شدهٔ لاری. 
لاری با الهام از مثال استادش، شرحی بر کسیده ابن الفرید به نام الطیه الکبری نوشت. وی در این امر کوشید تا سازگاری و تطابق عرفان اسلامی و اندیشه ارسطویی را نشان دهد. 
گمان می‌رود که لاری در سال ۱۵۲۱  یا ۷–۱۵۲۶ درگذشته باشد. 

## فهرست منابع

### کتب و مجلات
- Encyclopedia of Islam (2 ed.). 2012. ISBN 9789004161214 http://referenceworks.brillonline.com/entries/encyclopaedia-of-islam-2/muhyi-l-din-lari-SIM_5440?s.num=3&s.f.s2_parent=s.f.book.encyclopaedia-of-islam-2&s.q=lari. Retrieved 18 May 2017. {{cite encyclopedia}}: Missing or empty |title= (help)
- Wasserstein, David J.; Ayalon, Ami, eds. (2006). "Mapping the sacred in Sixteenth Century Illustrated Manuscripts of Futuh al-Haramayn". Mamluks and Ottomans: Studies in Honour of Michael Winter. Routledge.

### وبسایت‌ها
- "Muhyi Al-Din Lari: Kitab Futuh Al-Haramayn". Bonhams. 19 April 2016.
- "17th century depiction of the Holy Shrine of Mecca, OR 343". The British Library. Retrieved 2020-12-03.
- "Muhyi Al-Din Lari: Kitab Futuh Al-Haramayn and Other Texts". Christie's. 9 October 2014.
- "Muhyi Al-Din Lari: Kitab Futuh Al-Haramayn". Christie's. 18 April 2016.
- "Futuh al-Haramayn (a Handbook for Pilgrims to Mecca and Medina) of Muhyi al-Din Lari, MSS 1274". Khalili Collections (به انگلیسی). Retrieved 2020-12-03.
- "Futuh al-Haramayn (a Handbook for Pilgrims to Mecca and Medina) of Muhyi Lari, MSS 1308". Khalili Collections (به انگلیسی). Retrieved 2020-12-03.
- "Futuh al-Haramain (Description of the Holy Cities), 32.131". Metropolitan Museum. New York. Retrieved 2020-12-03.
- "Futuh al-Haramayn (Description of the Holy Cities), 2008.251". Metropolitan Museum. New York. Retrieved 2020-12-03.
- "Futuh al-Haramayn (Description of the Holy Cities), 2009.343". Metropolitan Museum. New York. Retrieved 2020-12-03.